# Burkhard Winsmann-Steins
Burkhard Winsmann-Steins (* 1948; gebürtig Burkhard Winsmann) ist ein deutscher Tier- und Jagdfotograf.

## Leben und Wirken
Bereits in seiner Jugend ging Burkhard Winsmann mit einer Agfa-Clack auf Foto-Pirsch. Diese Leidenschaft – kombiniert mit seiner Passion als Jäger – machte er später zum Beruf. Seit den 1960er Jahren veröffentlicht er seine Fotos in jagdlichen Fachzeitschriften, vor allem der Wild und Hund, für die er auch als Autor tätig ist. Seine Aufnahmen von Wildtieren entstehen allesamt in der freien Wildbahn und sind nicht gestellt. Daneben hält er immer wieder Szenen vom Jagdbetrieb fest und ist ein bekannter Natur- und Landschaftsfotograf.
Winsmann-Steins hat auch mehrere Bücher mit seinen Fotografien veröffentlicht, darunter Mit den Augen des Jägers (2001), das eine Auswahl seiner schönsten Bilder enthält. Vor allem seine Aufnahmen von Rehböcken erfahren immer wieder viel Bewunderung. Die gelungensten davon stellte er 2007 für Kapitale Böcke in Traumrevieren zusammen, ein Bildband, den er selbst sein Lebenswerk nennt.
Über das berühmte Jagdgebiet „Rominter Heide“ veröffentlichte er 1992 zusammen mit dem Forstwissenschaftler Andreas Gautschi den Prachtband Rominten gestern und heute, der bis 1999 drei Auflagen erlebte. Gemeinsam mit László Bozóki erarbeitete er den 2003 veröffentlichten Europäischen Trophäenkatalog, der Angaben zu den 182 kapitalsten europäischen Elchen, 9.300 Rothirschen, 2.400 Damhirschen, 10.300 Rehböcken, 1.000 Gämsen, 1.200 Mufflons und 3.400 Keilern enthält,  aufgelistet mit Punktangabe, Erlegungsort und Erleger.
Seit dem Jahr 2002 veröffentlicht der Paul Parey Zeitschriftenverlag jährlich einen Kalender Erlebte Natur ausschließlich mit Fotos von Burkhard Winsmann-Steins.
Winsmann-Steins gilt als einer der besten Wildtierfotografen der Welt. Verschiedene seiner Fotos wurden vom Internationalen Rat zur Erhaltung des Wildes und der Jagd (Conseil International de la Chasse et de la conservation du gibier, CIC) prämiert. Der Jagdmaler Rien Poortvliet bezeichnete ihn einmal als seinen „Bruder in der Tierdarstellung“.
Burkhard Winsmann-Steins lebt in Hoyershausen.

## Werke
- Poesie der Jagd. Wild und Natur im Wandel des Jahres. Ein Foto-Album, Hamburg 1982 (ISBN 3-570-05872-7)
- zusammen mit Andreas Gautschi: Rominten gestern und heute, Bothel 1992 (3. Auflage, Suderburg 1999, ISBN 3-927848-06-9)
- Mit den Augen des Jägers. Die schönsten Bilder des großen Jagdfotografen, Band mit klassischen Jagderzählungen, Stuttgart 2001 (ISBN 3-440-09020-5)
- zusammen mit László Bozóki: Europäischer Trophäenkatalog (European trophy catalogue – Catalogue des trophèes europèens – Európai trófeakatalógus), Budapest 2003 (ISBN 963-9318-52-3)
- zusammen mit Gert G. von Harling: Fesselnde Augenblicke der Jagd. Szenen der Drückjagd, Stuttgart 2004 (ISBN 3-440-09694-7)
- Kapitale Böcke in Traumrevieren, Stuttgart 2007 (ISBN 978-3-440-10684-6 oder ISBN 3-440-10684-5)

Daneben finden Bilder von Burkhard Winsmann-Steins auch in zahlreichen anderen Jagdbüchern Verwendung.